# ماری جونز
ماری جونز (انگلیسی: Marie Jones) بازیگر، نمایشنامه‌نویس، و نویسنده اهل بریتانیا است.